# Arthur Golden
Arthur Golden, född 6 december 1956 i Chattanooga, Tennessee, är en amerikansk författare som skrivit romanen Memoires of a geisha (1997, på svenska En geishas memoarer, översättning Gertrud Hemmel, Bra böcker, 1998).